# Major League Baseball Featuring Ken Griffey Jr.
Major League Baseball Featuring Ken Griffey Jr. es un videojuego de béisbol desarrollado por Angel Studios y publicado por Nintendo para Nintendo 64. El juego es una continuación del título anterior de Nintendo protagonizado por Griffey, Ken Griffey Jr.'s Winning Run. Fue lanzado en 1998 y permite a los jugadores elegir cualquier franquicia de Major League Baseball contemporánea y jugar a través de una juego de exhibición, una temporada completa o una Serie Mundial. Los jugadores también pueden seleccionar hasta cuatro individuos de cualquier equipo para competir en un Home Run Derby. El juego también presenta los estadios de los 30 equipos de la MLB. El juego fue visto como un juego de béisbol más rápido y parecido a un arcade en comparación con su producto rival, la simulación de béisbol más realista All-Star Baseball '99. Nintendo lanzó una secuela al año siguiente, llamada Ken Griffey Jr.'s Slugfest.

## Jugabilidad
Las habilidades de los bateadores y fildeadores se miden con cinco estadísticas diferentes: bateo, potencia, velocidad, defensa y brazo. Las habilidades de los lanzadores se miden con tres estadísticas diferentes: velocidad, resistencia y control. Las estadísticas se miden con un número del 1 al 10, siendo 1 el más débil y 10 el mejor.
Cada lanzador del juego tiene cuatro lanzamientos. El primer lanzamiento, que se utiliza presionando el botón A, es siempre una bola rápida. El segundo lanzamiento, una bola rompiente, se realiza presionando el botón B. Los lanzamientos realizados con el botón B incluyen la curva, el slider y la bola de tornillo. El tercer lanzamiento es el cambio y se usa presionando el botón Z y el botón A simultáneamente. El cuarto y último lanzamiento es el "especial". Los lanzamientos especiales incluyen la súper bola rápida, el súper cambio, la bola rápida con dedos divididos, la bola rápida cortada y la bola de nudillos. El tono especial se utiliza presionando los botones Z y B al mismo tiempo.
Los bateadores usan la palanca analógica para mover un círculo de bateo hacia donde se muestra que debe ir el lanzamiento antes de llegar al plato. Luego, el bateador presiona A para hacer el swing. Si el círculo de bateo está ubicado donde se lanza la pelota y el swing llega a tiempo hasta que el lanzamiento pasa por encima del plato, la pelota será golpeada. Esta función se puede desactivar cambiando el estilo de bateo a clásico en el menú Opciones.
Correr bases en ofensiva y lanzar a bases en defensa se controla con los botones C. El botón presionado corresponde a la base (por ejemplo, se presiona el botón C derecho para ir a la 1.ª base, hacia arriba para ir a la 2.ª base, etc.).
El juego tiene en cuenta las lesiones y la fatiga en tiempo real, que se ven más claramente a través de los lanzadores. Esto es especialmente cierto si el lanzador usa su lanzamiento "especial" con demasiada frecuencia.

## Desarrollo
El lanzamiento del juego estaba previsto originalmente para el tercer trimestre de 1997, pero se retrasó hasta 1998.
La música fue compuesta por Steve Adorno de los grupos GQ, Devoshun, Seguida y Latin Rock. En él tocaba la batería, los teclados, la guitarra y el bajo funk.

## Recepción
El juego recibió críticas favorables según el sitio web de agregación de reseñas GameRankings.